# Zapalenie twardówki
Zapalenie twardówki (łac. scleritis) – stan zapalny zewnętrznej błony oka, czyli twardówki, związany najczęściej z układowymi chorobami tkanki łącznej, takimi jak reumatoidalne zapalenie stawów i zespół Sjögrena.

## Objawy
Ból oka – od niewielkiego dyskomfortu odczuwalnego w okolicy gałki ocznej, po silne zlokalizowane dolegliwości bólowe przebiegające z zaczerwienieniem gałki ocznej.

## Przyczyny
W przebiegu podstawowego procesu chorobowego dochodzi dodatkowo do zajęcia twardówki, które może przyjąć postać guzkową, rozlaną lub martwiczą. W przypadku zajęcia tylnego bieguna gałki ocznej proces zapalny może szerzyć się przez ciągłość na tkanki oczodołu. W zależności od choroby podstawowej towarzyszą jej nieprawidłowości w badaniach podstawowych, takie jak obecność:
- czynnika reumatoidalnego;
- przeciwciał przeciwjądrowych;
- podwyższenie OB jako ogólny wykładnik stanu zapalnego.

## Rozpoznanie
Obecność zapalenia twardówki sugeruje pojawienie się w przebiegu podstawowej choroby zaczerwienie oka przebiegające z bólem lub bez. Dla potwierdzenia rozpoznania i oceny stanu zaawansowania konieczne są niekiedy badanie pomocnicze, takie jak: TK lub USG oczodołu.

## Leczenie
- miejscowe stosowanie sterydów do worka spojówkowego
  - w postaci kropli
  - drogą zastrzyku pozagałkowego
- ogólnoustrojowa sterydoterapia
- intensyfikacja leczenia immunosupresyjnego choroby podstawowej

## Powikłania
- podwyższenie ciśnienia wewnątrzgałkowego lub pełnoobjawowa jaskra
- zaćma jako wynik leczenia sterydami
- jatrogenne przebicie gałki ocznej

## Klasyfikacja ICD10
| kod ICD10     | nazwa choroby                                                                            |
| ------------- | ---------------------------------------------------------------------------------------- |
| ICD-10: H15   | Zaburzenia twardówki                                                                     |
| ICD-10: H15.0 | Zapalenie twardówki                                                                      |
| ICD-10: H19   | Choroby twardówki i rogówki w chorobach sklasyfikowanych gdzie indziej                   |
| ICD-10: H19.0 | Zapalenie twardówki i blaszki nadtwardówkowej w chorobach sklasyfikowanych gdzie indziej |
| ICD-10: H19.8 | Inne choroby twardówki i rogówki w chorobach sklasyfikowanych gdzie indziej              |

Przeczytaj ostrzeżenie dotyczące informacji medycznych i pokrewnych zamieszczonych w Wikipedii.